# Escudo de Lorca
El escudo de la ciudad de Lorca, Región de Murcia, España, símbolo que representa a la ciudad y al municipio, fue concedido por Alfonso X el 20 de agosto de 1271, a través del fuero de Lorca. La versión actual vigente fue adoptada en el año 1985.

## Descripción
La descripción del escudo es la siguiente:

En campo de azur, un castillo, y naciente de sus almenas figura real armada con espada en la mano diestra y en la siniestra una llave, ambas de oro. A la diestra del castillo una espada, de oro, y a la siniestra una llave, asimismo de oro. Bordura de gules con el siguiente lema: "LORCA SOLUM GRATUM, CASTRUM SUPER ASTRA LOCATUM, ENSIS MINAN PRAVIS, REGNI TUTISSIMA CLAVIS".

La versión vigente del escudo fue editada por el Ayuntamiento para el opúsculo "La bandera de Lorca" el 23 de noviembre de 1985. Este diseño es una mezcolanza de diferentes blasones utilizados por el Concejo de Lorca. En el artículo "Las armas municipales de Lorca, su origen y evolución" del número 16 de la revista Alberca se recoge una descripción del mismo:

En campo de azur sobre peñas al natural una torre almenada al natural de donde nace un rey coronado vestido con capa que porta en su mano una espada y en la izquierda una llave, ambas de oro, acompañan a la torre una espada a la derecha de plata y empuñadura de oro, y a la izquierda una llave de plata, ambas con puntas y guarda hacia arriba. Acoladas estas armas a una cartela apergaminada de volutas y en la parte inferior un sol radiante y a su vez acolada a un disco de gules con bordura de oro con el lema «+ LORCA SOLUM GRATUM CASTRUM SUPER ASTRA LOCATUM + ENSIS· MINANS· PRAVIS· REGNI· TUTISSIMA· CLAVIS +», de gules y timbrado este disco de corona ducal forrada de gules.

## Versiones y diseños

Versión heráldica.
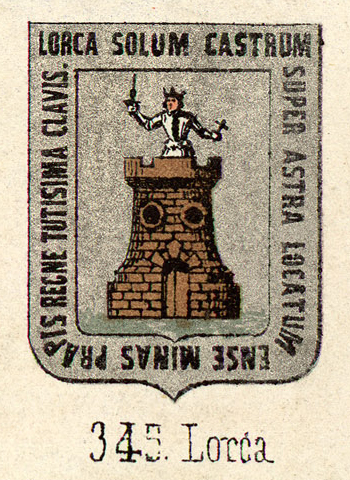
Diseño recogido en el libro "Trofeo heroico" (1860).
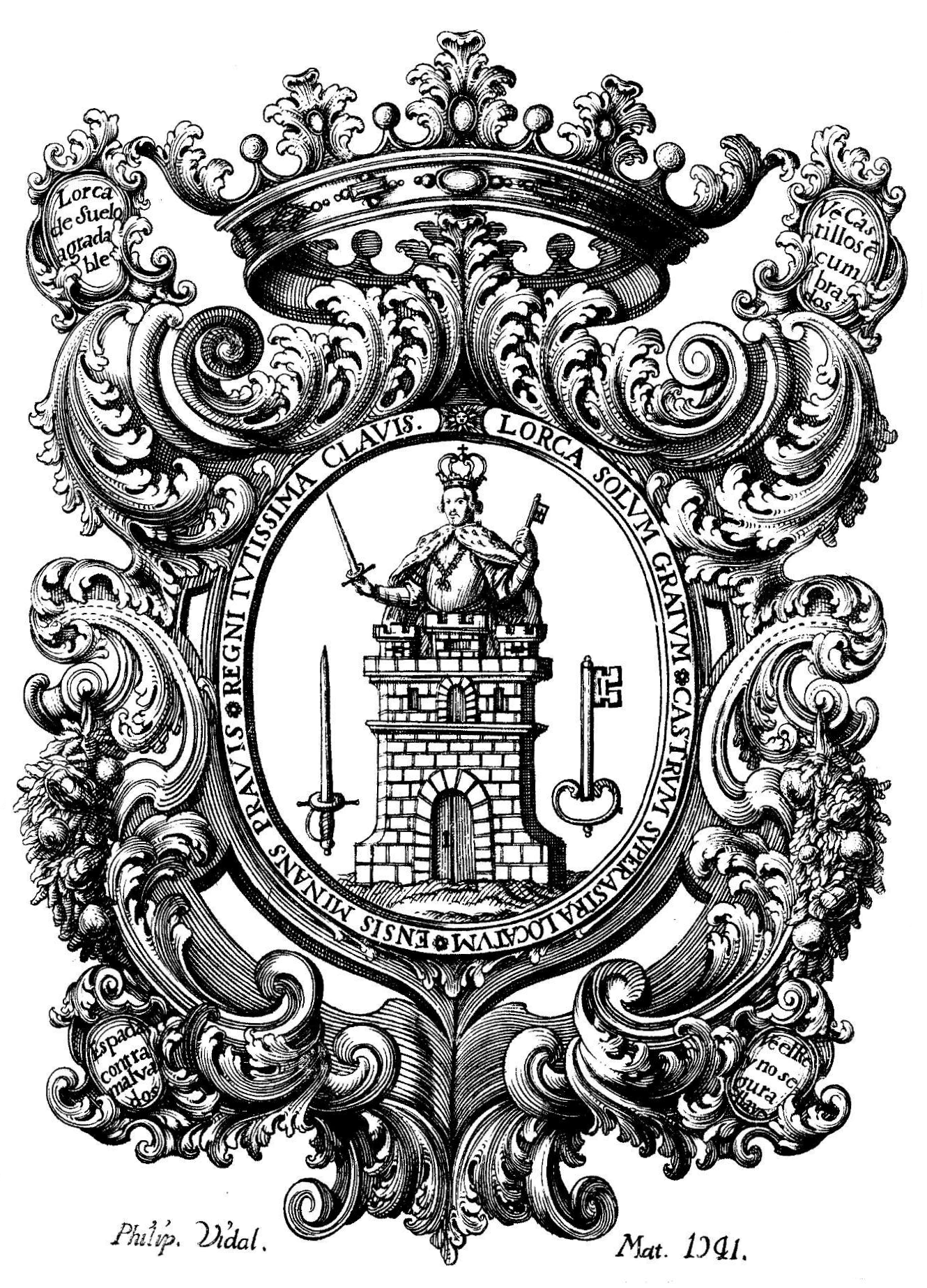
Diseño del libro "Antiguedad y blasones de la ciudad de Lorca y historia de Santa María la Real de las Huertas" (1741).